# Gornja Barica
Gornja Barica (cyr. Горња Барица) – wieś w Bośni i Hercegowinie, w Republice Serbskiej, w gminie Brod. W 2013 roku liczyła 163 mieszkańców.